# Далз (град, Орегон)
Далз (на английски: The Dalles) е град в окръг Уаско, щата Орегон, САЩ. Далз е с население от 12520 жители (2006) и обща площ от 14,4 km². Намира се на 33 m надморска височина.